# Haus Fürsteneck

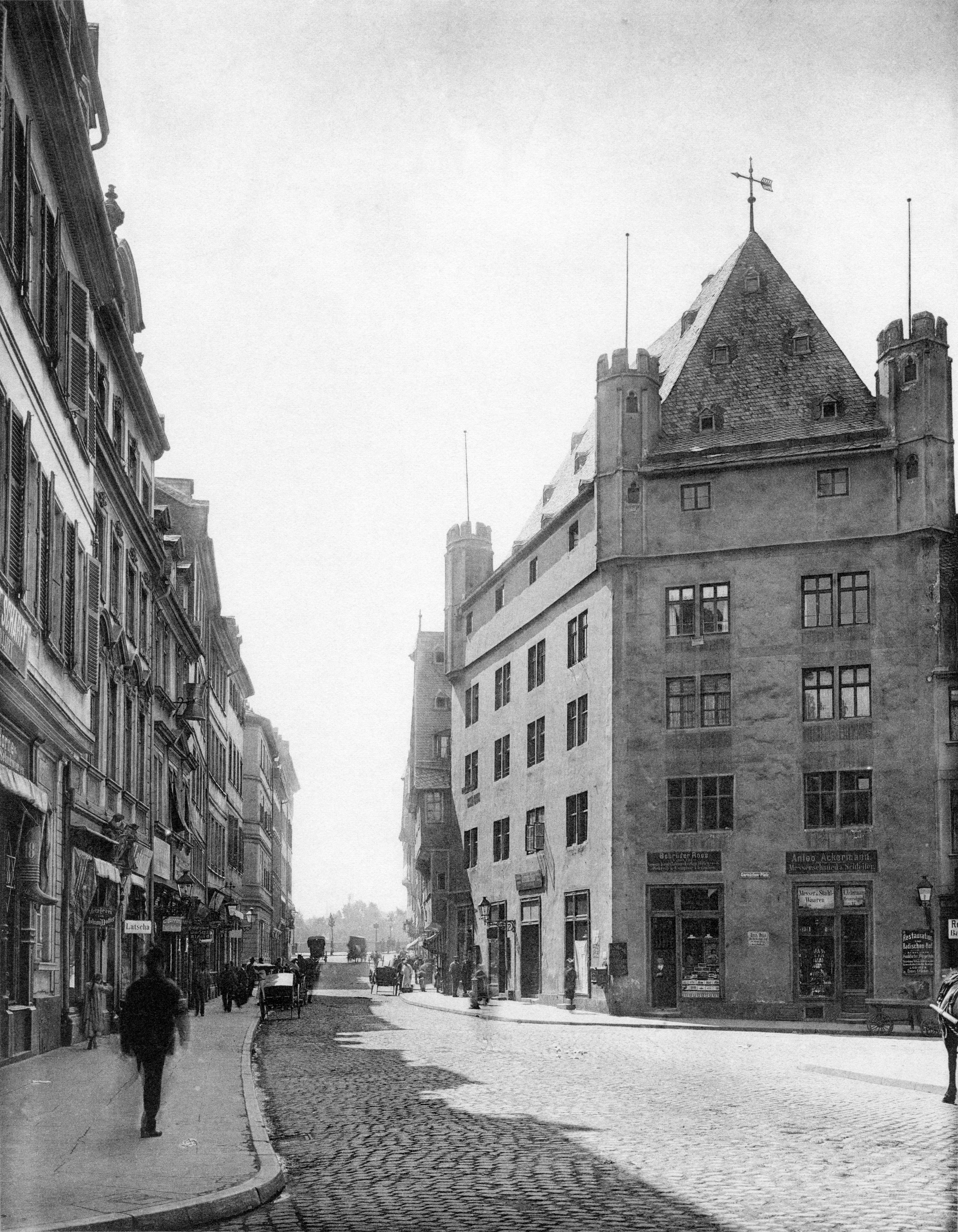
Haus Fürsteneck, 1901
(Fotografie von Carl Friedrich Fay)

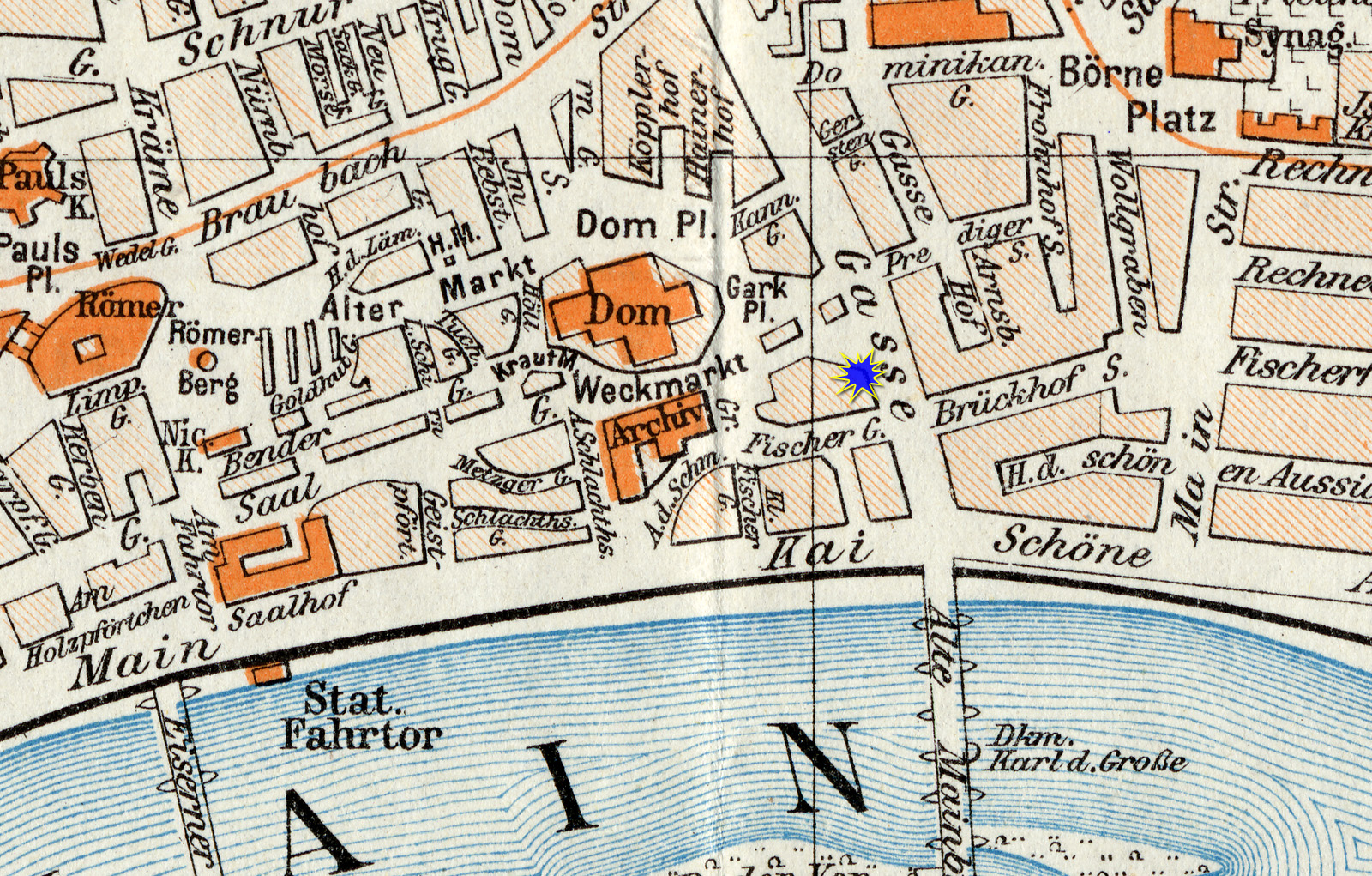
Position des Gebäudes in der Frankfurter Altstadt
(Chromolithografie, 1904)

Das Haus Fürsteneck, häufig nur Fürsteneck genannt, war ein historisches Gebäude in der Altstadt von Frankfurt am Main. Es lag östlich des Doms in einem stumpfen Winkel an der südöstlichen Ecke des sogenannten, sich hier zur Fahrgasse hin öffnenden Garküchenplatzes; die Hausanschrift war Fahrgasse 17. Vor allem wegen seiner in großen Teilen erhaltenen Inneneinrichtung aus der Zeit der Renaissance, aber auch wegen seines hohen architektonischen und historischen Wertes zählte das Mitte des 14. Jahrhunderts errichtete Haus zu den bekanntesten Sehenswürdigkeiten der Stadt.
Im März 1944 wurde das Fürsteneck durch die alliierten Bombenangriffe auf Frankfurt vollständig zerstört, die ausgelagerte Inneneinrichtung verbrannte zeitgleich im Museum für Kunsthandwerk. Nach dem Zweiten Weltkrieg wurde die Parzelle des Gebäudes modern überbaut, so dass es zu den verlorenen Baudenkmälern der Frankfurter Altstadt gezählt werden muss.

## Geschichte

### Vorgeschichte und Entstehungszeit

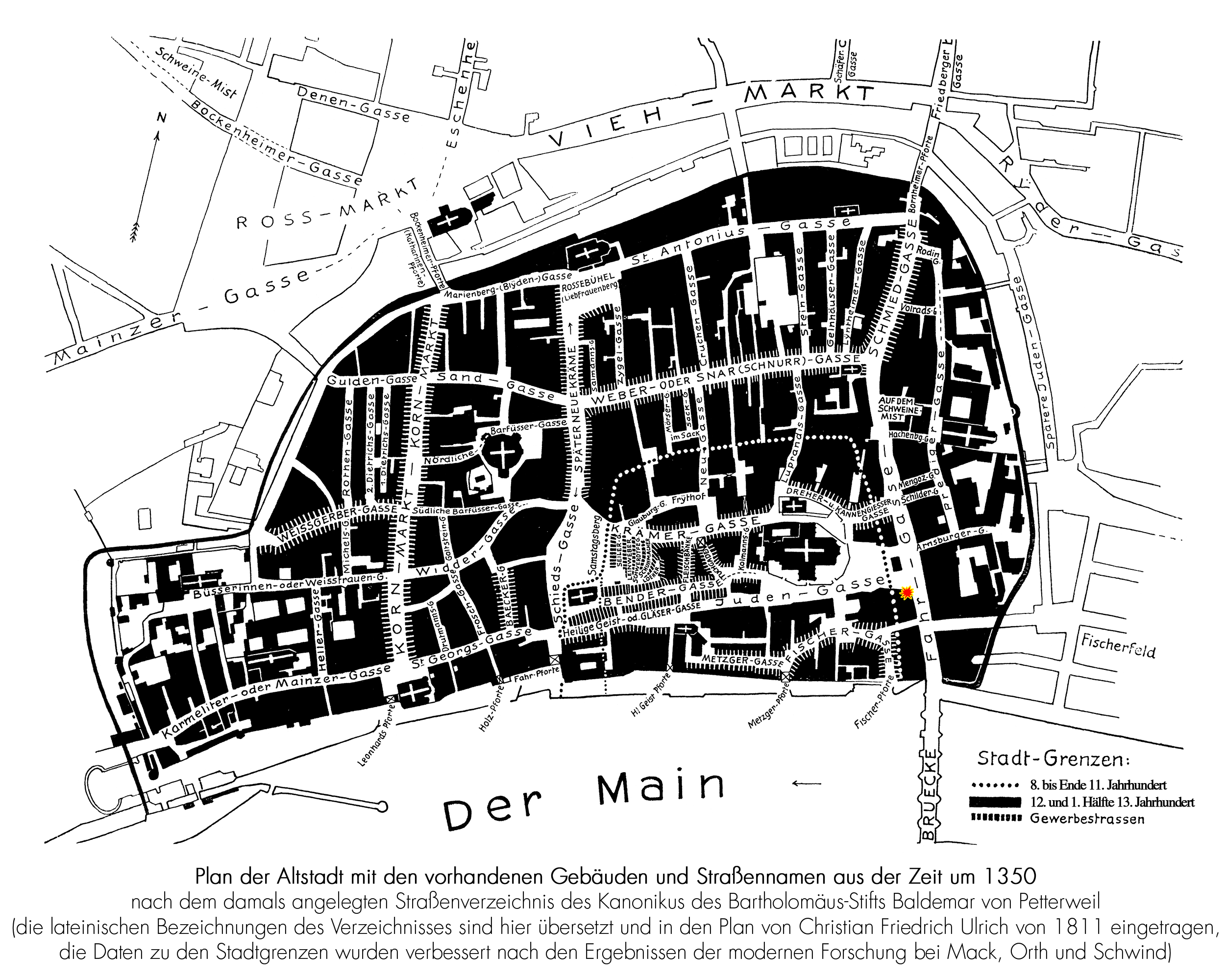
Karte der Frankfurter Altstadt um 1350 mit dem Fürsteneck nach den Aufzeichnungen des Baldemar von Petterweil, übertragen auf den Stadtplan von Christian Friedrich Ulrich von 1811
(Lithografie)

Wie der Großteil des Geländes östlich des Domes gehörte auch die Parzelle, auf dem das Fürsteneck entstand, zum alten Frankfurter Judenviertel. Erwähnung findet das Gelände erstmals 1362, also nur 13 Jahre nach dem bis dato schlimmsten Pogrom, bei dem die gesamte jüdische Bevölkerung der Stadt ermordet wurde. Die Behauptung des Stadthistorikers Battonn, der Vorgängerbau des Fürsteneck habe einer jüdischen Familie namens Liepmann gehört, kann aufgrund nicht existierender Nachweise der reinen Spekulation zugeordnet werden. Die Häuser des Viertels, die in der Folge der Vernichtung der jüdischen Gemeinde nicht niedergebrannt worden waren, beschlagnahmte die Stadt, die Grundstücke wurden erst vermietet und später auch verkauft.
So gelangten vermutlich in den 50er Jahren des 14. Jahrhunderts auch Johann von Holzhausen und seine Frau Guda in den Besitz des Fürsteneck-Geländes. Die Familie von Holzhausen zählt zu den bedeutendsten Adelsfamilien des Mittelalters in Frankfurt: Johann war, wie viele seiner Nachfahren, Ratsherr, Bürgermeister sowie Mitglied der bis heute existierenden Ganerbschaft Alten Limpurg.
Ein überlieferter, umfangreicher Vertrag vom 18. Mai 1362, den die von Holzhausen mit ihren Nachbarn schlossen, gibt erstmals zeitlich genaue Auskunft über die Besitzstandsverhältnisse und baulichen Ereignisse der Zeit. Demnach vereinbarte man mit den Nachbarn, dem Ehepaar Heinz und Gerhus Byrbruwer, einen steinernen Giebel zwischen den beiden Grundstücken zu errichten, der den Firstbalken des Nachbarhauses mittragen sollte. Auch wenn längst nicht der komplette Hausbau beschrieben wird, ist schon der Hinweis auf die offenbar überragende Höhe des Neubaus genug, um auf das Fürsteneck zu schließen, da es bis ins 20. Jahrhundert hinein in seinem städtebaulichen Umfeld das, vom Dom einmal abgesehen, überragende Gebäude der östlichen Altstadt blieb. Auch die meisten baugeschichtlichen Beschreibungen des 20. Jahrhunderts datieren den Bau des Fürstenecks auf 1362, womit es eines der frühesten Häuser seines Typs war, von denen heute nur noch das Steinerne Haus am Markt erhalten ist. Die Bezeichnung als Fürsteneck taucht historisch belegt erstmals 1399 auf, unklar bleibt die Etymologie des Hausnamens. Das -eck als Silbe im Hausnamen war im alten Frankfurt, das bis Mitte des 18. Jahrhunderts keine Hausnummern kannte, für Eckhäuser häufig und einleuchtend. Die erste Wortsilbe war möglicherweise schlicht eine im Volksmund überkommene Bezeichnung für ein Haus, in dem einer der bedeutendsten Patrizier seiner Zeit residierte.

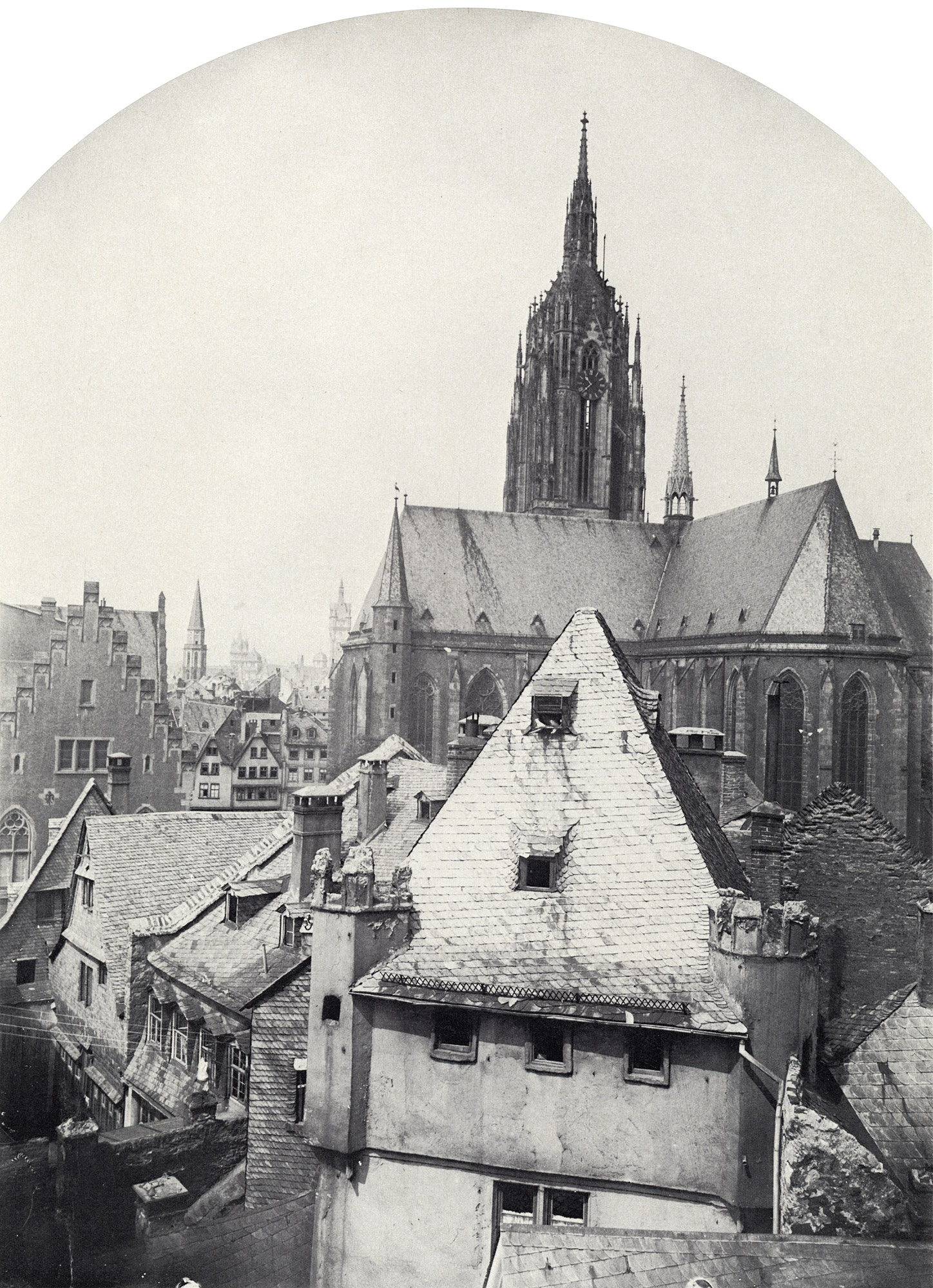
Turm zu den drei Sauköpfen, 1905
(Fotografie von Carl Andreas Abt)

Im Gegensatz zu den anderen gotischen Steinbauten der Frankfurter Altstadt wies das Fürsteneck allerdings von Anfang an einige Besonderheiten auf, die zum einen in der Geschichte, zum anderen in der Lage des Gebäudes zu erklären sind. Der gesamte Häuserblock, in dem das Fürsteneck auf den meisten historischen Bildern des 19. und 20. Jahrhunderts eher eingebaut erscheint, existierte im 14. Jahrhundert nicht. Das Gebäude stand fast alleine, mit dem ihm vorgelagerten Turm zu den drei Sauköpfen (vgl. Bild) am östlichen Ende des damaligen Domfriedhofs. Das Gebäude erhielt sich bis ins 20. Jahrhundert, war jedoch zu dieser Zeit nicht mehr ohne weiteres zu erkennen, da es vor allem im 17. und 18. Jahrhundert mit neuen Häuser umbaut wurde; der Turm bildete somit die Rückseite des Hauses zum kleinen goldenen Hirsch (Hausanschrift: Garküchenplatz 3). Unter Sauköpfen, einem Wort altdeutschen Ursprungs, verstand man die, hier entsprechend drei zinnengekrönten Ecktürmchen des Wehrgangs auf seinem Dach, die in gleicher Form auch die vier Ecken des Fürstenecks schützten.
Die Anlage war weiter von einer acht Meter hohen Mauer umgeben, so dass sich zwischen dem Fürsteneck und dem als Bergfried dienenden Turm zu den drei Sauköpfen eine Art Burghof befand, welcher auch Ställe beherbergte. Der Merian-Plan von 1628 (vgl. Bild) lässt diesen Bauzustand noch erahnen, allerdings ist er gerade hier ungenau und erweckt den Anschein, als ob zwischen Fürsteneck und Turm kaum Platz für einen Hof sei; der maßstabsgetreue Ravenstein-Plan von 1862 (vgl. Bild) offenbart dagegen die Bausituation, beinhaltet andererseits aber schon die Neubauten. Der Blick auf den Turm wird auf den meisten neuzeitlichen Fotos durch das vorgelagerte Haus Badischer Hof mit der Anschrift Garküchenplatz 1 versperrt, das wohl im 18. Jahrhundert über die dort befindliche Burgmauer gebaut wurde. Die einst festungsartige Konstruktion begründete sich in den Gefahren der Zeit, 1355 hatten sich die Zünfte gegen die herrschenden Geschlechter erhoben; nur wenig später, 1364, ersetzte Johann von Holzhausen den Bürgermeister Jakob Knoblauch vor Ablauf seiner Amtszeit und drückte auch den zum zweiten Bürgermeister gewählten Volksführer Henne Wirbel aus seinem Amt. Ein Haus, das dem damals herrschenden Zorn der Straße widerstehen konnte, war demnach eine von Umsicht zeugende Investition.
Weiter war die Fahrgasse im 14. Jahrhundert eine der wenigen bereits gepflasterten Straßen und eine der Lebensadern Frankfurts. Über sie flutete von Süden über die Alte Brücke und von Norden durch die Bornheimer Pforte der Hauptverkehr in die Stadt. Einen festungsartigen Bau an dieser Straße zu besitzen bedeutete Einfluss und Macht, was Holzhausen in seiner Position als Bürgermeister nur recht sein konnte. Nach seinem Tode am 7. Februar 1393 ging das Haus als Erbstück in den Besitz der Familie von Breidenbach über.

### 15. und 16. Jahrhundert

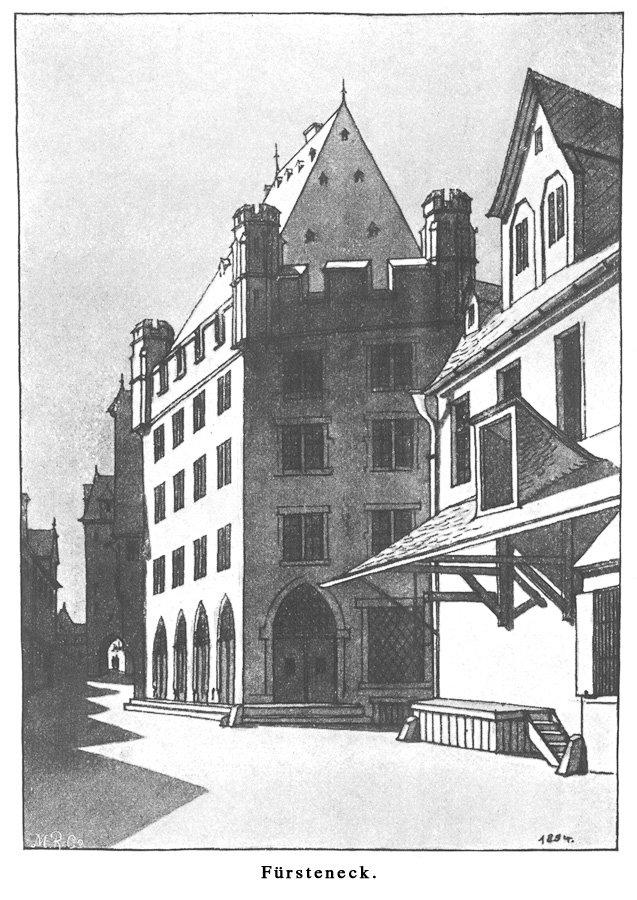
Fürsteneck im ursprünglichen mittelalterlichen Zustand, vor 1791
(Historisierende Zeichnung von Carl Theodor Reiffenstein, 1845)

1447 verkaufte Johann von Breidenbach das Fürsteneck für 1.530 Gulden an seinen mit Anna von Breidenbach verheirateten Schwiegersohn Wigand von Heringen, wie eine Urkunde der Zeit belegt. Auch hier ist die von Battonn aufgebrachte, jedoch selbst in der Literatur nach dem Zweiten Weltkrieg noch unkritisch zitierte Behauptung, das Haus habe in jener Zeit einem Philipp von Fürstenberg gehört, ohne historisch belegbare Untermauerung; gleichermaßen eine Verlegung des Baudatums in diese Zeit. Bereits die Literatur um die Jahrhundertwende, die vollen Zugriff auf die vor dem Zweiten Weltkrieg noch wesentlich vollständigeren städtischen Archivquellen hatte, verneint dies explizit. Eine weitere Bestätigung findet sich bei Fried Lübbecke in, einer der umfangreichsten und auch jüngsten Schriften zur Historie des Gebäudes überhaupt.

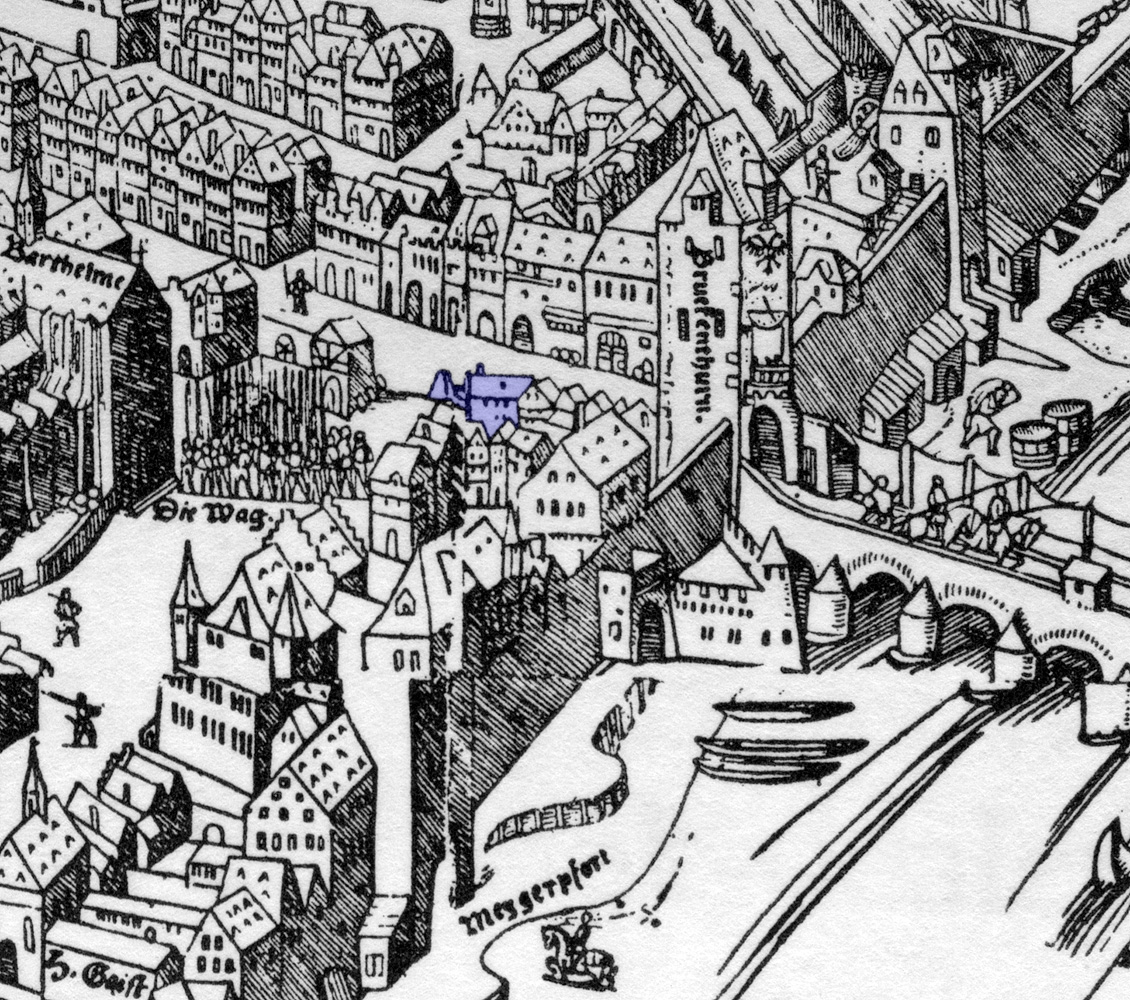
Die südöstliche Altstadt mit dem Fürsteneck, 1552
(Holzschnitt von Conrad Faber von Kreuznach)

Auch der vorgenannte Wigand von Heringen war eine bedeutende Persönlichkeit der Frankfurter Stadtgeschichte. Wie die Steuerbücher des 15. Jahrhunderts belegen zahlte er in dem Jahr, als er das Fürsteneck kaufte, die zweithöchste Steuer in Frankfurt überhaupt – 132 Pfund Heller. Entsprechend war er nicht nur einer der reichsten Männer der Stadt, sondern im direkten Vergleich auch des ganzen Heiligen Römischen Reichs. 1478 war er gar jüngerer Bürgermeister und starb, 99 Jahre nach von Holzhausen, 1492 wie dieser im Fürsteneck.
Das Haus blieb auch in den folgenden Jahrzehnten im Familienbesitz der von Heringen bzw. der mit ihnen verschwägerten Familie Hynsberg und Schleunitz zu Stauchitz. Nachdem das Fürsteneck zwei Jahrhunderte ununterbrochen im Besitz von Patriziern gewesen war, ging es 1582 erstmals an das, wenn auch hochstehende Bürgertum über, als der reiche Tuchhändler Siegfrid Deublinger es zusammen mit einigen umliegenden Häusern für 3.200 Gulden kaufte. Deublinger stammte aus einer reichen, aus Ulm nach Frankfurt eingewanderten Tuchhändlerfamilie und trat auch im Zusammenhang mit dem Bau des prächtigen Großen und Kleinen Engels am Markt in Erscheinung. Das Fürsteneck ließ er dagegen nur geringfügig renovieren, ohne es grundlegend zu verändern, wie Dokumente der Zeit berichten. Es blieb bis über das Ende des 16. Jahrhunderts hinaus in seinem Familienbesitz.

### Das Fürsteneck zur Zeit der Renaissance

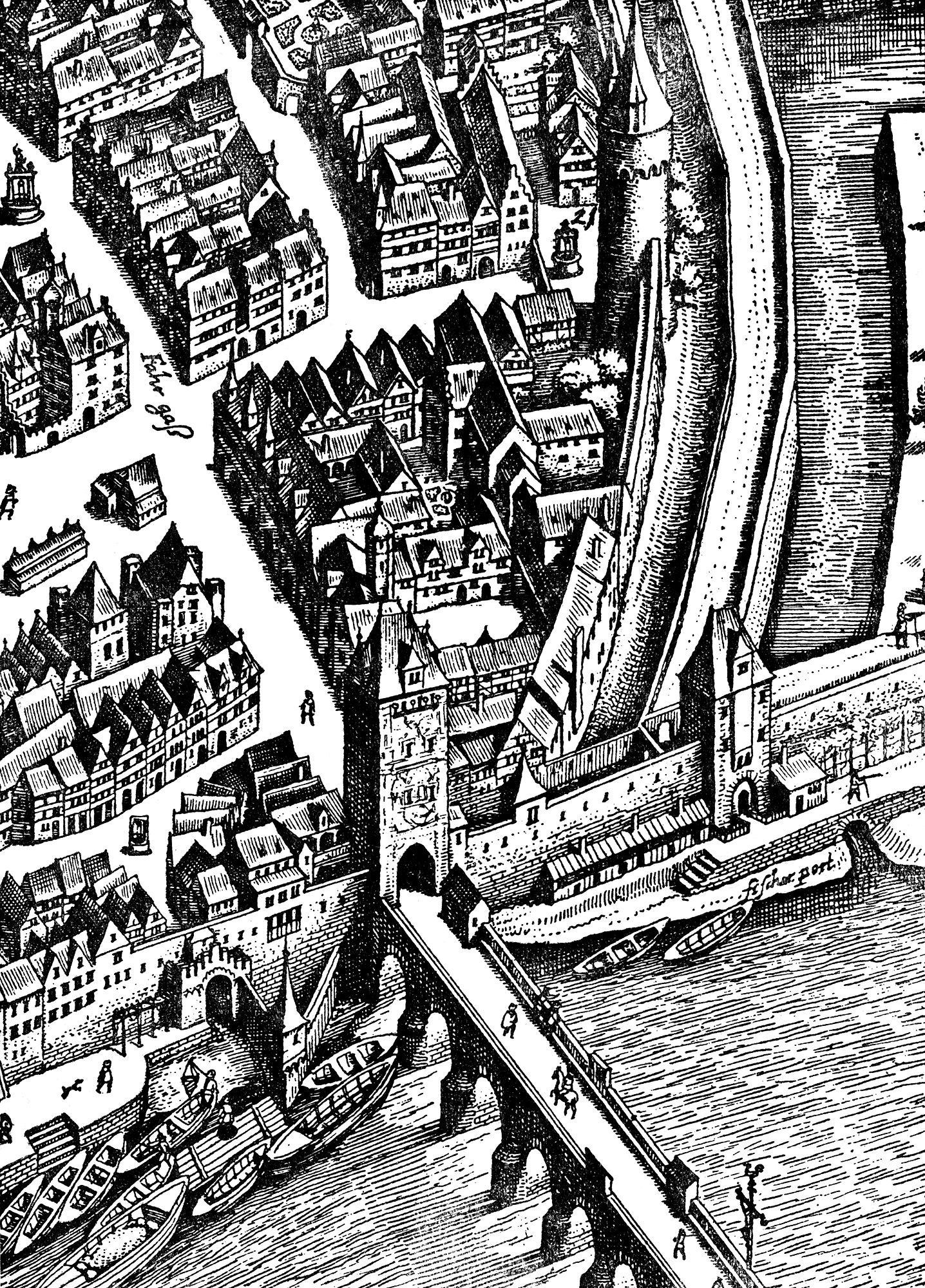
Gebäude auf dem Merian-Plan Frankfurts von 1628

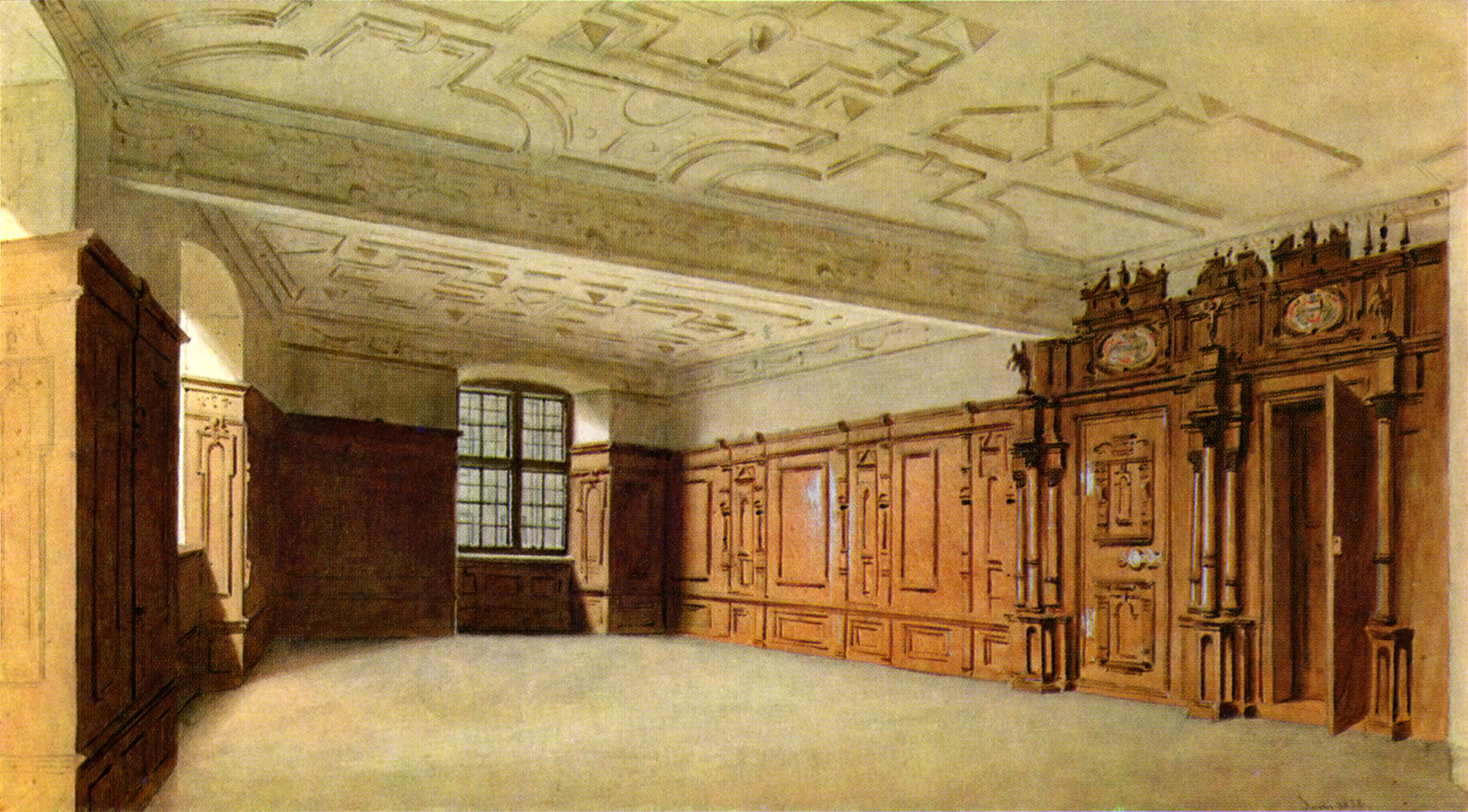
Das Fürsteneck-Zimmer, Aquarell von Carl Theodor Reiffenstein, 1853

Um 1600 verkauften die Deublingers die westliche Hälfte der Anlage an die Familie Unckel, 1608 starb Siegfried Deublinger. Schon ein Jahr darauf verkauften die Erben Deublingers die übrigen Gebäudeteile an Dietrich Goßmann, der dafür 5.000 Gulden zahlte. Goßmann war 1596 als Tuchhändler und Hutstaffierer aus Düsseldorf ins Frankfurter Bürgerrecht eingetreten und erwarb 1616 auch das südlich an das Fürsteneck anstoßende Haus zur Wiede (Anschrift: Fahrgasse 15). Bemerkenswert ist die enorme Preissteigerung des inzwischen halbierten Grundstücks in der kurzen Zeit von 1582 bis 1609 von 3.200 auf 5.000 Gulden, hieran lässt sich gut ablesen, wie starke Zuwanderung von vermögenden niederländischen Calvinisten die Grundstückspreise in die Höhe trieb.
1610 schloss Goßmann mit dem westlichen Hausherren, der sich zu dieser Zeit schon Johann Karl Unckel zu den drei Sauköpfen nannte, einen umfangreichen, und in seinem wesentlichen Inhalt überlieferten Vertrag. Hieraus ist zu erfahren, dass beide Grundstücke vorher „eine einige, ganze und unzerteilte Behausung“ waren, die nun zerrissen wurde. Goßmann im Fürsteneck musste sich mit einem hochummauerten Brunnenhöfchen hinter dem Hause begnügen, und verpflichten, die übrigen Türen zum Hofe zuzumauern und die Fenster dorthin zu vergittern, damit der Nachbar, so der Vertrag weiter, „gegen Ausschütten, Werfen usw. gesichert“ sei. An diesem äußeren baulichen Zustand änderte sich nun bis ins späte 18. Jahrhundert nichts mehr.
Im Inneren erlebte das Fürsteneck unter Goßmann dagegen seine glanzvollste Zeit überhaupt, erhielt es von ihm doch die einzigartige Ausstattung, die es zu einem Unikum unter den Frankfurter Bauten und wohl überhaupt erst zu einem Baudenkmal machte. 1615 ließ er den Saal des ersten Stocks mit einem aufwändig gearbeiteten Holzgetäfel im Renaissancestil verkleiden und die Decke mit einer nicht minder reichen Stuckdecke verzieren. Diese Ausstattung wurde in späterer Zeit als Rittersaal bzw. Fürsteneckzimmer berühmt (vgl. Bilder).
Dietrich Goßmann starb nur fünf Jahre später, am 30. Dezember 1620 im Fürsteneck. Seine Witwe heiratete 1623 den reichen Tuchhändler Nikolaus Leye, der aus erster Ehe hervorgegangene Sohn Gerhard führte bis zu seinem Tode im Jahr 1640 die Geschäfte seines Vaters weiter. Erst 1674 verkauften die Enkelerben Dietrich Goßmanns das Gebäude für 6.000 Gulden an den Tuchhändler Philipp Mangold aus Mainz.

### Vom 18. Jahrhundert bis zum Zweiten Weltkrieg

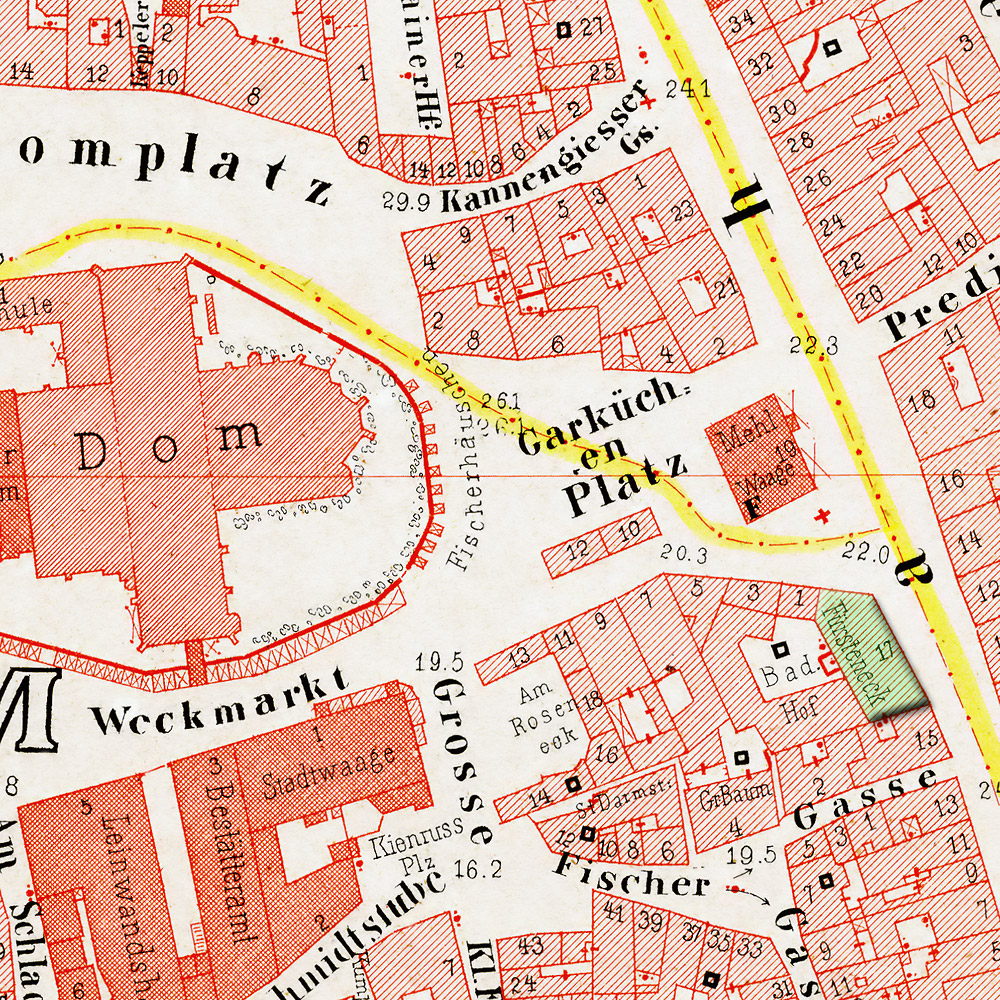
Gebäude auf dem Ravenstein-Plan Frankfurts von 1861

Die Erben Mangolds verkauften das Fürsteneck 1726 für 12.000 Gulden an den Tuchhändler Markus Fester. Hier reißt die bis dato historisch lückenlose Besitzgeschichte des Gebäudes kurz ab, erst 1786 belegt ein Kaufvertrag, dass ein Tuchhändler namens Johann Peter Bauer das Gebäude an den Eisenhändler Johann Anton Zickwolff verkaufte.
Der Vater von Zickwolff war aus Friedberg zugewandert und hatte sich zunächst mit dem Eisenhändler Johannes Olenschlager aus Sachsenhausen geschäftlich vereinigt. Dieser bewohnte das Haus zur Wiede, das an der Fahrgasse südlich an das Fürsteneck angrenzte (Hausanschrift: Fahrgasse 15). Als Olenschlager früh starb, kaufte er sein Geschäft, das sein vorgenannter Sohn schließlich durch den Zukauf des Fürstenecks erweiterte. Dabei modernisierte er das Haus offenbar noch im selben Jahr im Louis-seize-Stil, der in Frankfurt damals sehr beliebt war. Auch die zur gleichen Zeit unter dem Einfluss von Salins de Montfort entstandenen Bauten der Deutsch-reformierten und der französisch-reformierten Kirche entsprechen diesem Baustil.
Im Rahmen der Umbauten mussten die gotischen Spitzbögen im Erdgeschoss viereckigen Öffnungen weichen (vgl. Bilder), barocke Baluster und Türdekorationen wurden in den Formen des Zeitgeschmacks verändert. Der Giebel wurde zu allen Seiten verbreitert und über den Zinnenkranz des vierten Stocks gezogen. Einzig der Rittersaal des ersten Stocks blieb unverändert, obwohl er im Sinne des herrschenden Stils eigentlich deutlich zu üppig war. Dass Zickwolff diesen Zustand nicht nur tolerierte, sondern besondere Beachtung schenkte, zeigt sich wohl daran, dass er, wie Battonn berichtete, „alle Möbel in antikem Geschmack verfertigen“ ließ und dadurch „das Ganze in eine zaubernde Harmonie“ brachte. Dieses Wandeln des Besitzers auf frühen historistischen Pfaden, vielleicht aber auch nur ein außergewöhnliches Empfinden für ihre kunsthistorische Bedeutung rettete die kostbare Einrichtung durch die klassizistische Zeit, der andernorts manche Innendekoration zum Opfer fiel.
1860 ging das Fürsteneck in den Besitz der Schreinermeisterfamilie Beydemüller über. Die Industrialisierung sorgte für einen enormen Bedarf an Wohnraum in den Städten, und so wurde auch die großen Räume des Gebäudes in einzelne Wohnungen verwandelt, die in ihrer Qualität sicher eher mit den gründerzeitlichen Neubauten konkurrieren konnten als die zahllosen mittelalterlichen Fachwerkbauten der Stadt, wo Menschen unter unsäglichen Bedingungen auf engstem Raum hausten. Der Rittersaal im ersten Stock diente als Übungsraum für eine Frankfurter Tanzschule, was seinem Erhaltungszustand keinen Abbruch tat. 1863 gründete der Uhrmachermeister Wilhelm Alexander Christ (1836–1927) im Fürsteneck sein erstes Ladengeschäft.

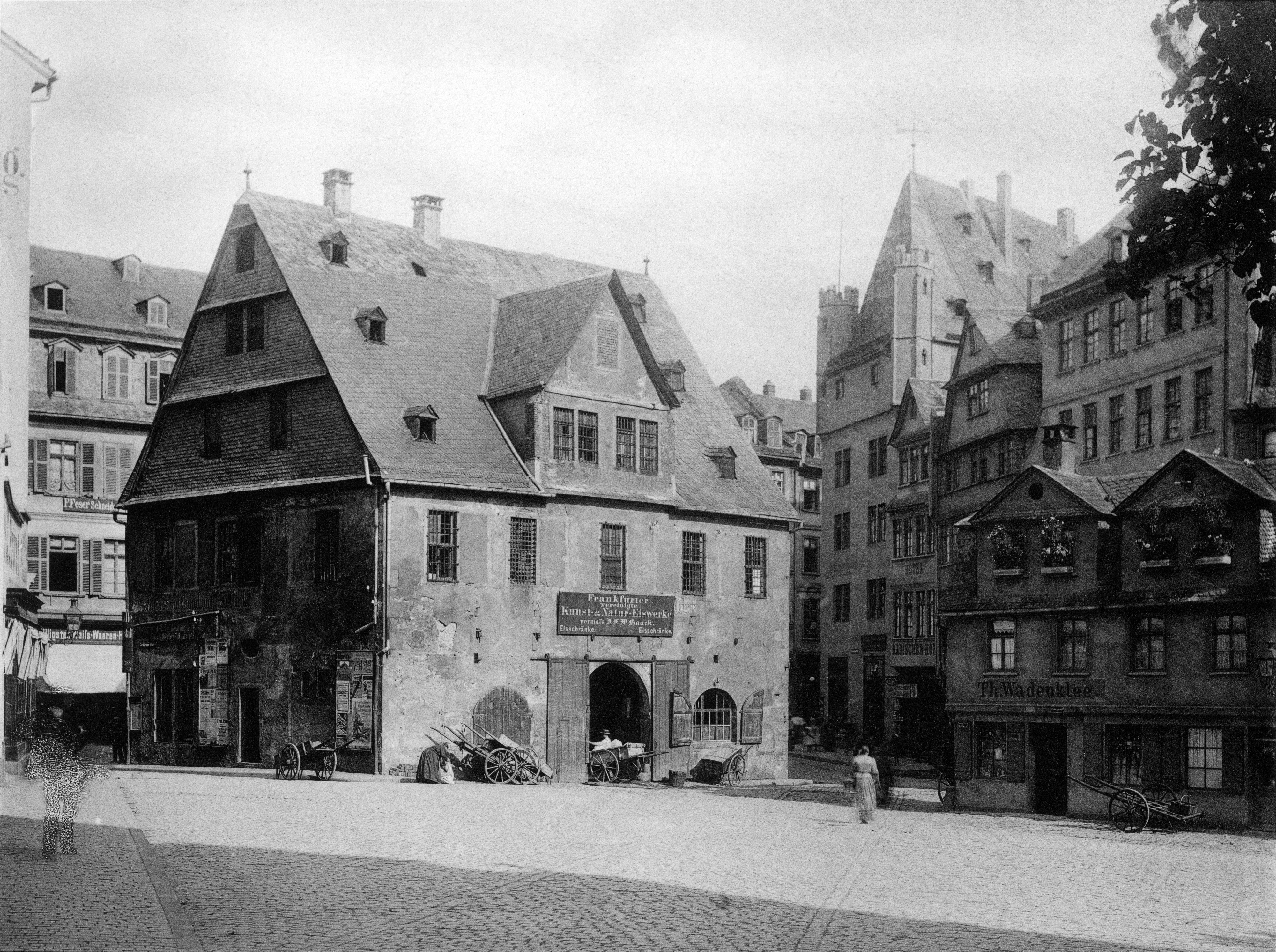
Fürsteneck vom Garküchenplatz aus, ca. 1880

1887 wurde das hölzerne Wandgetäfel des Saals von der Familie Beydemüller für 10.000 Mark an die Antiquitätenfirma J. & S. Goldschmidt verkauft, um nach wenigen Jahren wieder von reichen Frankfurter Bürgern zurückgekauft zu werden, die es im März 1891 der Frankfurter Niederlassung des Mitteldeutschen Kunstgewerbevereins schenkten. Dieser übergab es 1908 dem Frankfurter Museum für Kunsthandwerk, wo es ab diesem Zeitpunkt in einem speziellen Raum ausgestellt wurde, der auch mit einem Gipsabdruck der immer noch im Fürsteneck befindlichen Stuckdecke geschmückt war.
1923 wechselte das Fürsteneck ein letztes Mal den Besitzer, als es zwei Erben aus der Familie Beydemüller zusammen mit dem südlichen Nachbargrundstück zum Verkauf stellten. Da, wie er selbst schrieb, „Gefahr bestand, dass ein saarländischer Metzger das ehrwürdige Anwesen für wenige Franken erwürbe und zu einer Fleischzentrale umbauen ließe“, kaufte es der von Fried Lübbecke gegründete Bund tätiger Altstadtfreunde. Unter ihm wurde das Gebäude behutsam saniert und bot, wie Lübbecke weiter 1937 berichtete, „heute außen und innen ein erfreuliches Ansehen“. 1931 fand auch die Druckwerkstatt von Paul und Ursula Koch, den Kindern des berühmten Offenbacher Typographen Rudolf Koch im einstigen Rittersaal einen Platz. Viele von Lübbecke zu dieser Zeit verfasste Schriften zur Frankfurter Altstadt oder Geschichte, die noch heute im Antiquariatshandel verbreitet sind, wurden nachweislich in dieser Werkstatt gedruckt. 1934 schließlich verlegte der Bund tätiger Altstadtfreunde seine Geschäftsstelle aus den Räumlichkeiten des Römers in den zweiten Stock des Fürsteneck.

### Zweiter Weltkrieg und Gegenwart

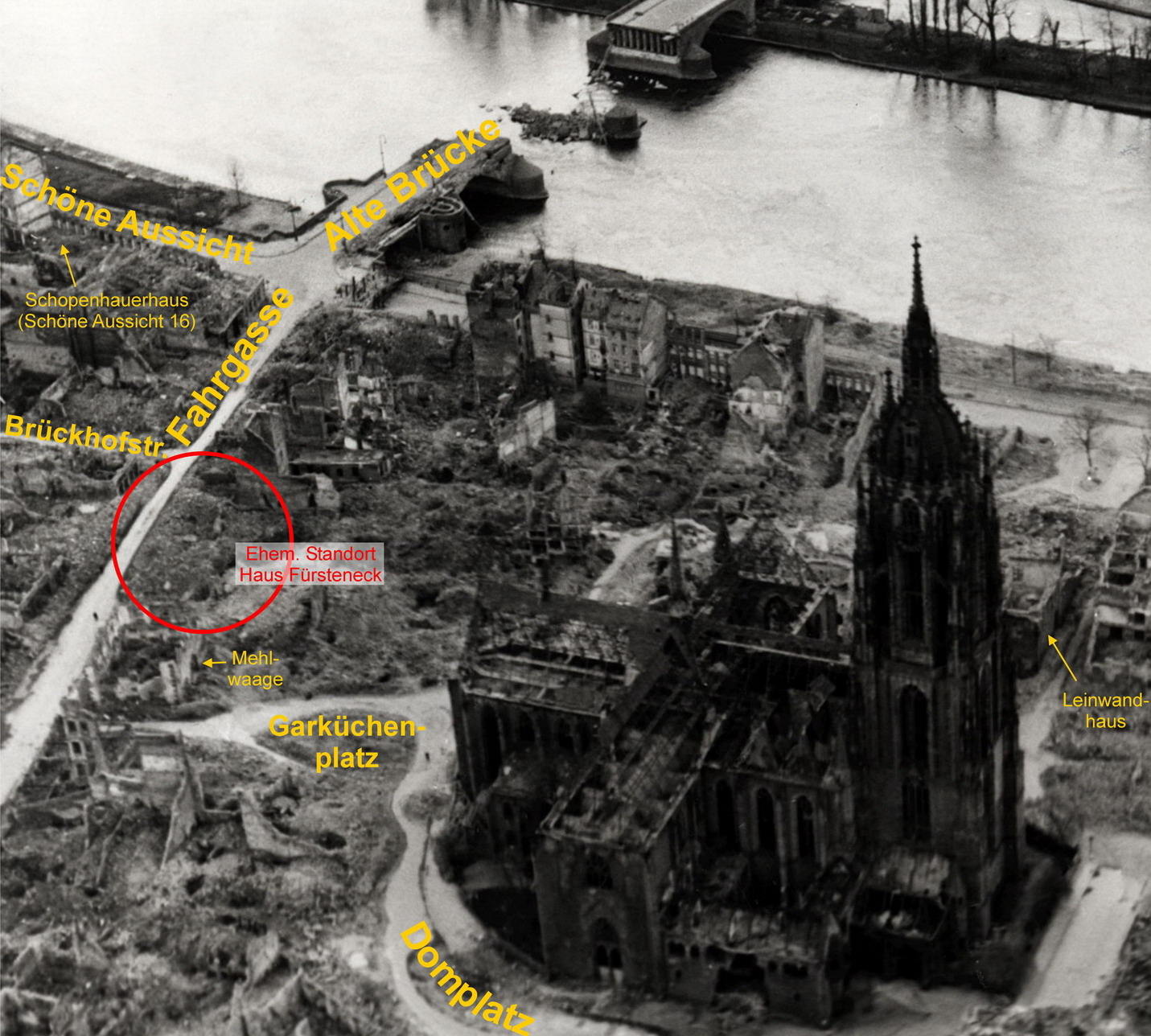
Die zerstörte Frankfurter Altstadt mit Fürsteneck-Ruine, März 1945

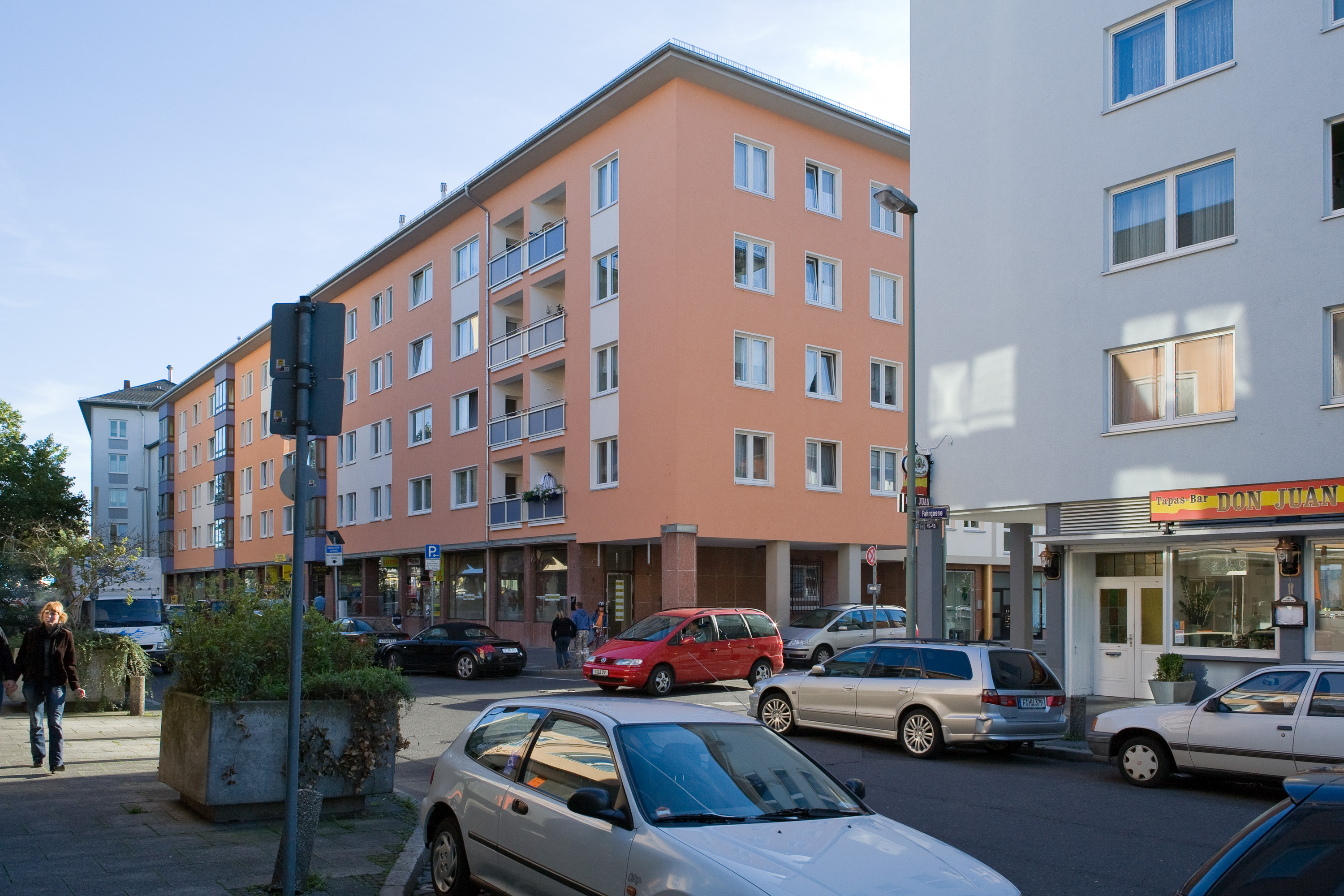
Gegenwärtige Bausituation, von der Fahrgasse aus gesehen

Die Stunde des Fürstenecks schlug, wie für den Großteil der Frankfurter Altstadt, am 18. März 1944. Fried Lübbecke beschrieb die Zerstörung eindrücklich, hier in Auszügen wiedergegeben:

„Am 18. März 1944 zerstörte ein furchtbarer Nachtangriff der Engländer die ganze östliche Altstadt bis zur Fahrgasse. Eine schwere Bombe zerriß die meterdicke Nordwand des Fürstenecks, Brandbomben setzten das ungeheure Holzwerk des Dachs in Brand. Am Donnerstag, den 19. März stand das Fürsteneck als ausgebrannte Ruine allein mit seinem Bergfried, dem Turm zu den drei Sauköpfen, über Qualm und Schutt. […] Deutsche Pioniere sprengten alsbald die Ruinen, die durch ihren Einsturz den Verkehr gefährdeten. […] Am 1. April, […] stürzte, von deutschen Dynamit gesprengt, die mächtige Ruine des Fürstenecks in den Staub. Nur die gotischen Gewölbe des acht Meter hohen Kellers widerstanden dem ungeheuren Schlag.“

Das Original der Stuckdecke des Fürsteneckzimmers war damit verloren. Zeitgleich verbrannte auch die Renaissance-Täfelung im ebenfalls schwer getroffenen Museum für Kunsthandwerk. Ein weiterer Kommentar Fried Lübbeckes belegt den Unwillen des Regimes, es, wie zahlreiche unersetzliche Kunstschätze, vor der schon länger absehbaren Zerstörung zu bewahren:

„Leider wurde meiner dauernden Mahnung, das Fürsteneck-Getäfel aus dem Museum für Kunsthandwerk zu entfernen, nicht stattgegeben. Jetzt ist es verbrannt, obwohl es für Frankfurt wichtiger war als manches fremde Kunstwerk.“

Am Garküchenplatz bzw. der Fahrgasse entstanden in den 1950er Jahren die ursprüngliche Parzellierung ignorierende, groß angelegte Neubauten, auf dem Grundstück des einstigen Fürsteneck steht heute ein sich über mehrere einstige Hausnummern der Fahrgasse erstreckender Wohnbau. Eine Rekonstruktion des Gebäudes erscheint in Anbetracht der Tatsache, dass die gesamte es als besonders auszeichnende Inneneinrichtung verloren und auch der Bautypus bereits durch das Steinerne Haus und Leinwandhaus in Frankfurt repräsentiert ist, unwahrscheinlich.

## Architektur

### Äußeres

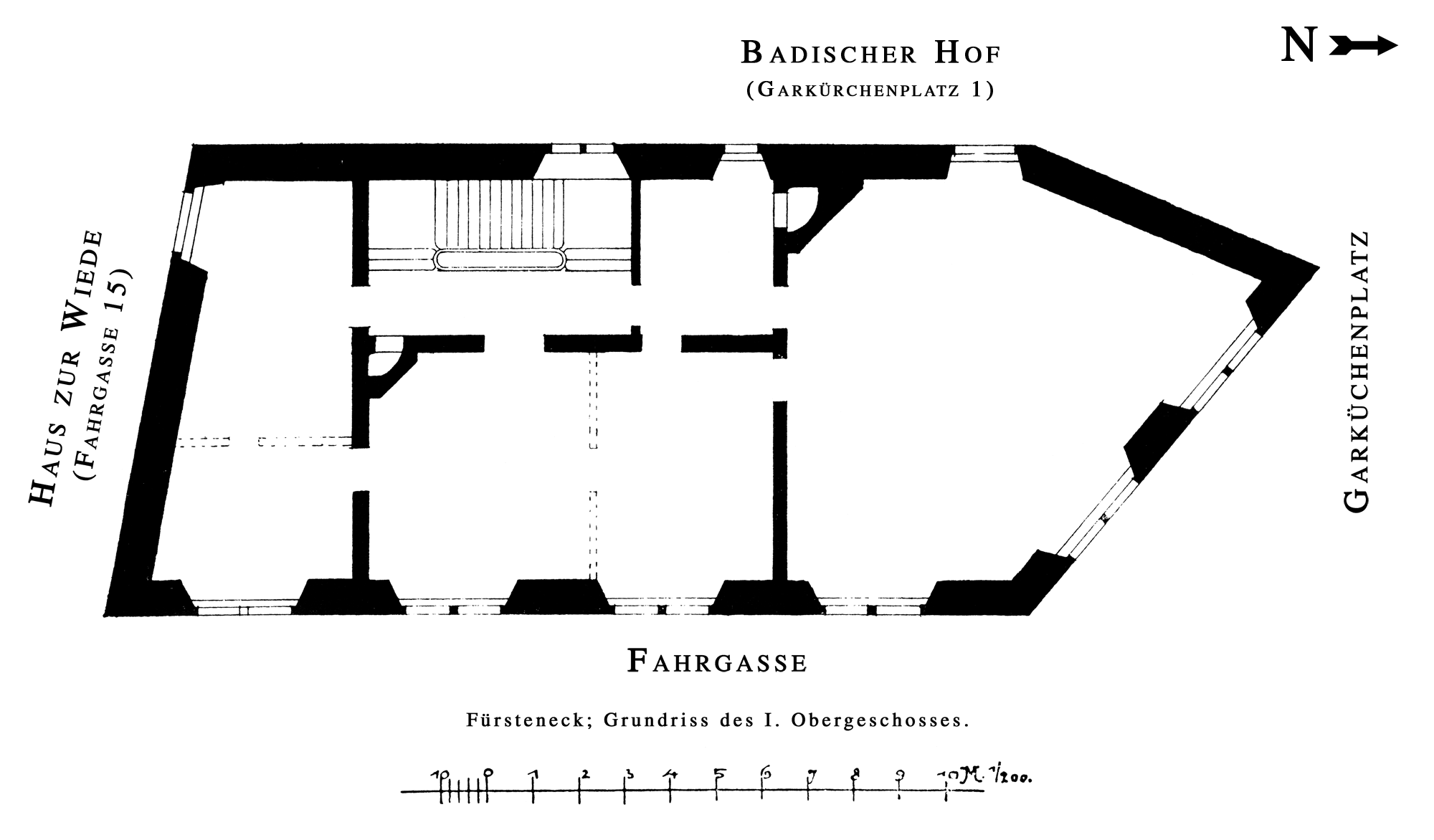
Grundriss des Gebäudes, 1. Stock

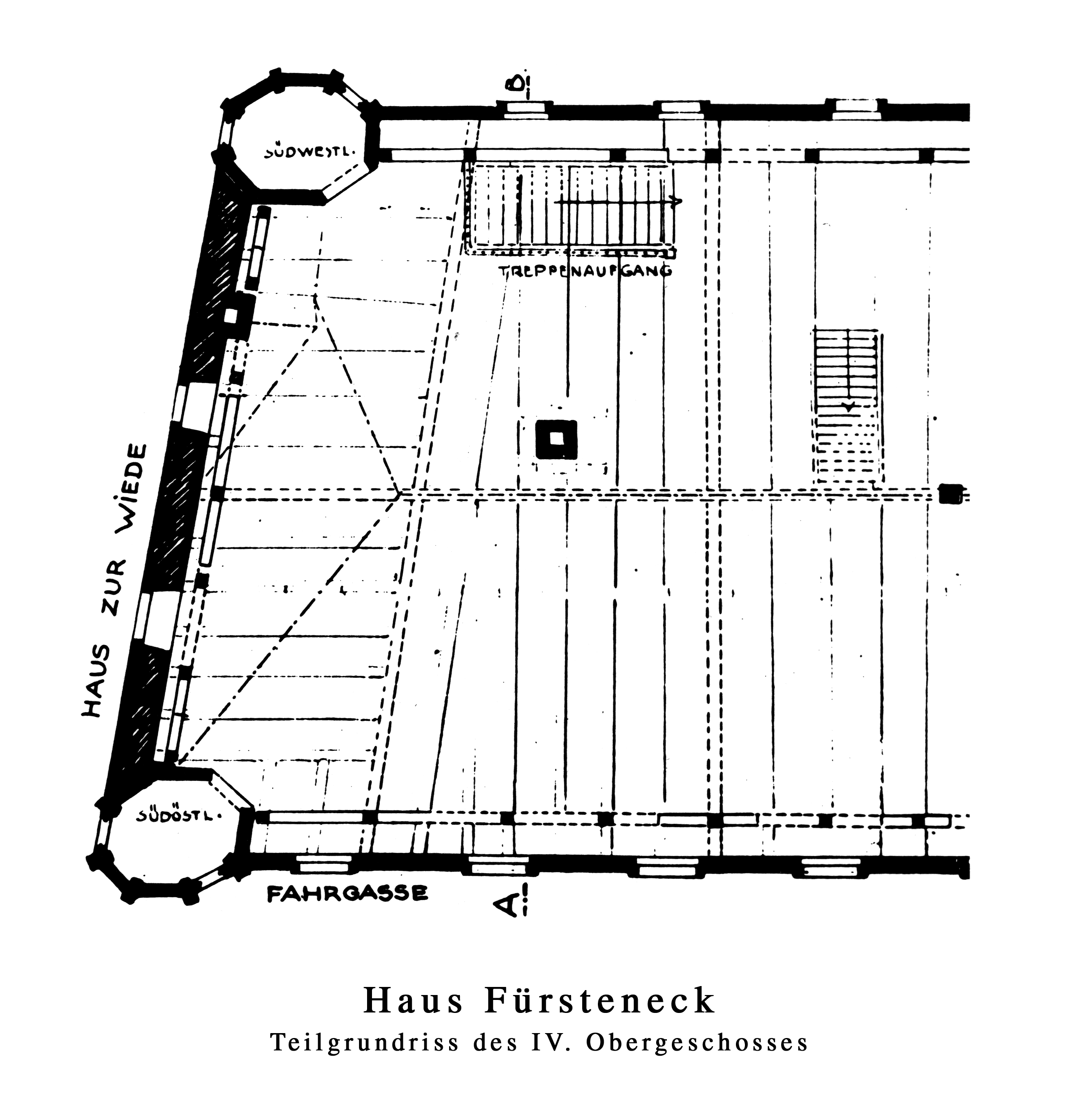
Teilgrundriss des Gebäudes, 4. Stock

Äußerlich zeigte sich das Fürsteneck, wie fast alle gotischen Frankfurter Gebäude dieses Typs, im baulichen Umfeld vergleichsweise schlicht. Das Erdgeschoss war am Garküchenplatz durch eine, an der Fahrgasse durch vier Spitzbogenarkaden zugänglich. Darüber erhob sich ein dreistöckiger Bau mit für die Entstehungszeit ungewöhnlich groß und zahlreich gehaltenen Kreuzstockfenstern, derer man am Garküchenplatz je zwei, an der Fahrgasse je vier pro Stockwerk zählen konnte. Darüber schloss ein Zinnenkranz mit sechseckigen Ecktürmchen das Gebäude ab, innerhalb des Zinnenkranzes erhob sich ein steiles Walmdach, das nochmals vier Dachgeschosse beherbergte. Zwischen dem Zinnenkranz und dem Dachansatz verlief ein schmaler, jedoch für einen Menschen gerade noch begehbarer Wehrgang.
Somit war das Gebäude grundsätzlich kaum anders aufgebaut als z. B. das knapp 100 Jahre später entstandene Steinerne Haus am Markt. Außergewöhnlich dagegen war der asymmetrische, fünfeckige Grundriss, über dessen Herkunft nur spekuliert werden kann, sowie die Verbindung des Gebäudes mit dem Turm zu den drei Sauköpfen zu einer am ehesten an eine Wehranlage erinnernden Konstruktion.
Wie bereits im geschichtlichen Teil beschrieben änderte sich das vorgenannte Erscheinungsbild erst im 18. Jahrhundert, als man den Dachstuhl über den Zinnenkranz hinaus vergrößerte, um ein zusätzliches Geschoss zu gewinnen. Auch die Spitzbogenarkaden im Erdgeschoss wurden vermauert und durch dem Zeitgeschmack entsprechende Portale mit rechteckigem Grundriss ersetzt. Obwohl durch diese Umbauten zwei charakteristische Merkmale des Gebäudes verlorengingen, erinnerten doch die verbliebenen Ecktürmchen mit Zinnenaufsatz noch an das ursprüngliche Aussehen.
Weiterhin erfolgten, dem Bautypus nach wohl im selben Jahrhundert, größere Neubauten im Bereich des Garküchenplatzes, die den Charakter der Wehranlage zumindest äußerlich in den Hintergrund treten ließen. Sowohl der zum Fürsteneck gehörige Hof als auch der vorgenannte Wehrturm im gleichen Baustil wurden völlig eingebaut und ab dieser Zeit nur noch über die Neubauten zugänglich.
Carl Theodor Reiffenstein rekonstruierte um 1850 bildlich das präbarocke Aussehen aufgrund der Berichte noch lebender Zeitzeugen. Eine Skizze von ihm (vgl. Bild) zeigt das Gebäude mit intaktem Zinnenkranz und den ins Erdgeschoss führenden Spitzbogenarkaden vermutlich so, wie es schon 1362 ausgesehen haben dürfte.

### Inneres

#### Allgemein

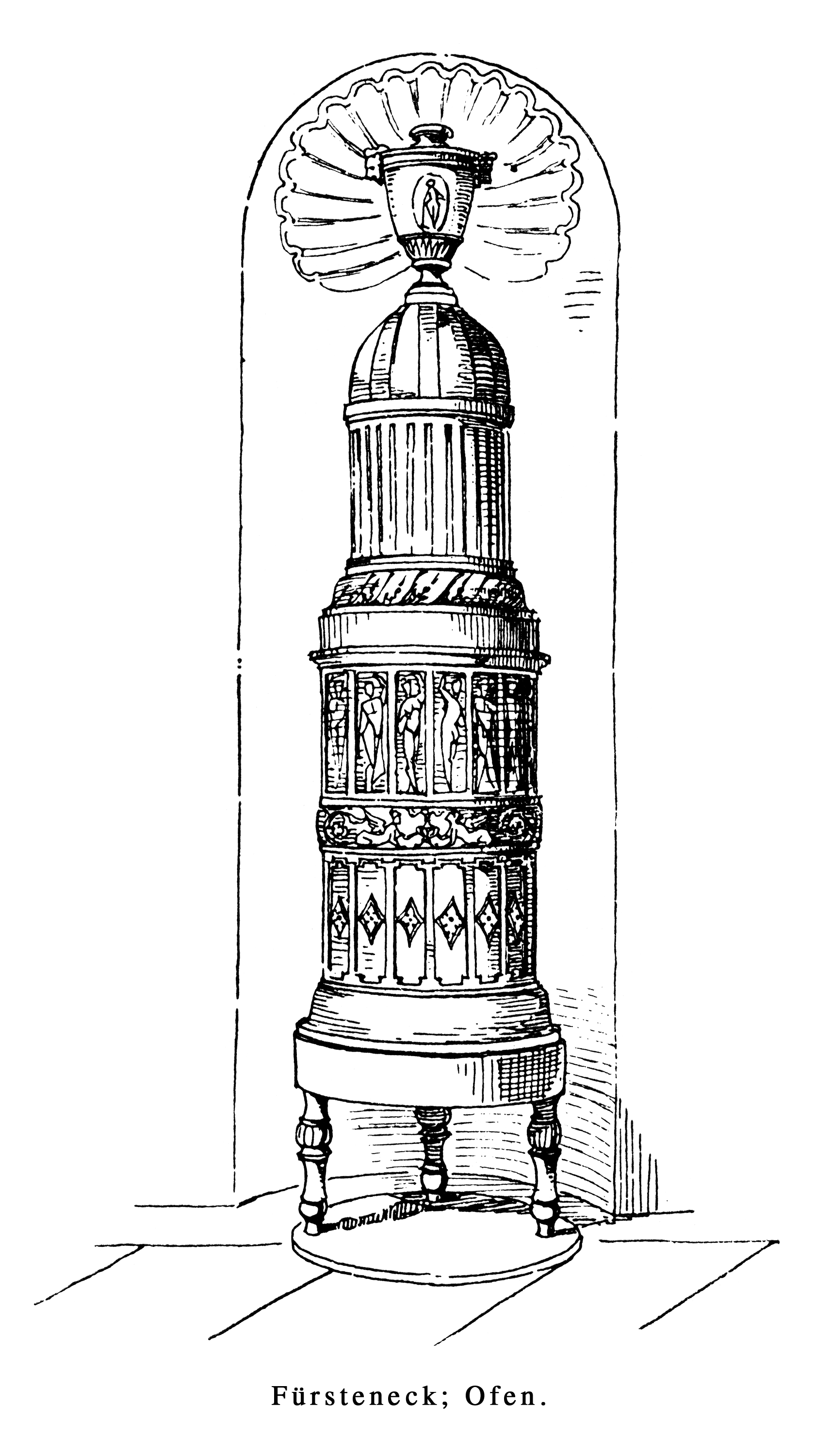
Ofen im Fürsteneck, 18. Jahrhundert

Hinter den Arkaden des Erdgeschosses eröffnete sich eine große, von Kreuzgewölben überdeckte und vermutlich seit frühester Zeit vornehmlich Handelszwecken dienende Halle. In einer aus um 1900 stammenden Beschreibung findet sich ein Hinweis, dass zu jener Zeit bis auf zwei alle Kreuzgewölbe den „neueren baulichen Veränderungen“ zum Opfer gefallen seien; mit größter Sicherheit waren hiermit Umbauten aus der Zeit Beydemüllers gemeint.
Eine Treppe an der Westwand führte von hier aus in den weitestgehend mit einheitlichem Grundriss gestalteten ersten bis dritten Stock (vgl. Bilder). Ab dem dritten Stock war die Treppe schmaler, aber auch kunstvoller gehalten, gemäß einer Beschreibung aus dem Jahr 1914 ähnelte sie in ihrem aufwändig geschnitzten Geländer stark der Treppe, die sich im Salzhaus bis zu seiner Zerstörung 1944 befand. In jedem Stockwerk trat man von der Treppe in einen dielenartigen Vorraum, von dem aus alle Zimmer, aber auch die Bedienung der jeweiligen Kamine bzw. Öfen (vgl. Bild) zugänglich war.
Wer im ersten Stock vom Vorraum aus durch die westliche Tür ging, gelangte in den Raum, durch den der Name des Gebäudes überhaupt erst über die Grenzen Frankfurts hinweg zur Geltung gekommen war.

#### Der Rittersaal des ersten Stocks

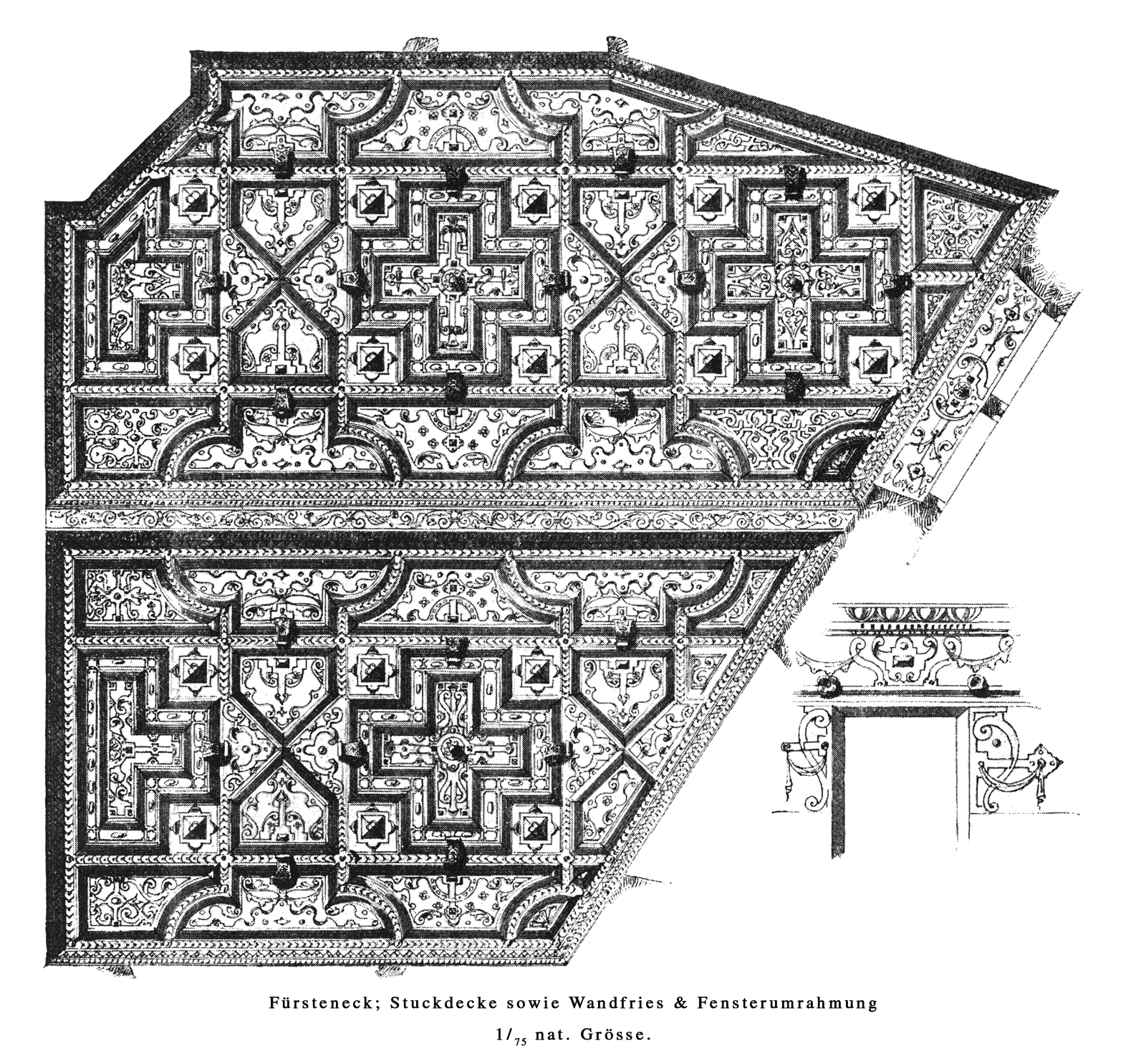
Aufmaß der Stuckdecke und Fensterumrahmung im Rittersaal

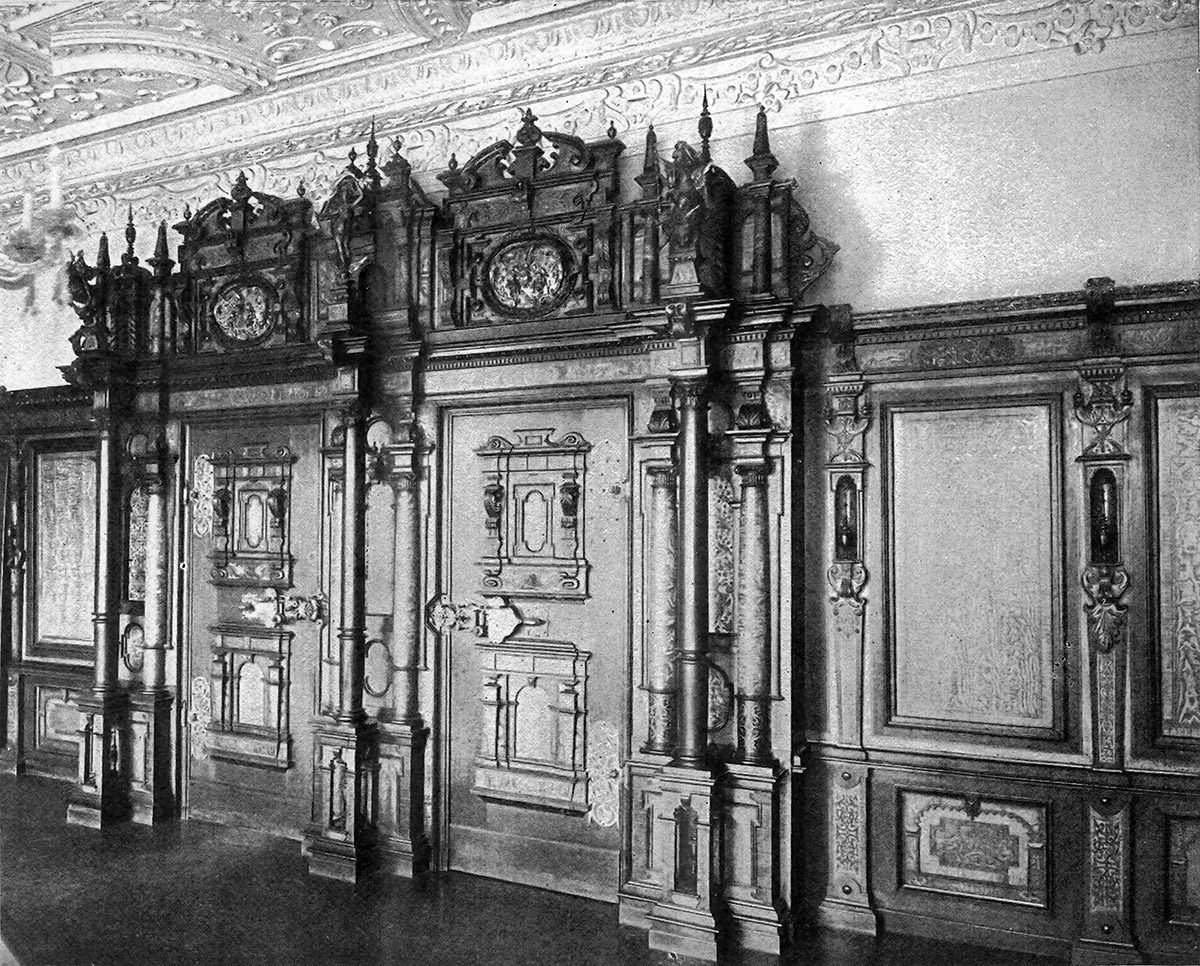
Holztäfelung im Bereich der Tür des Rittersaals, Foto um 1890

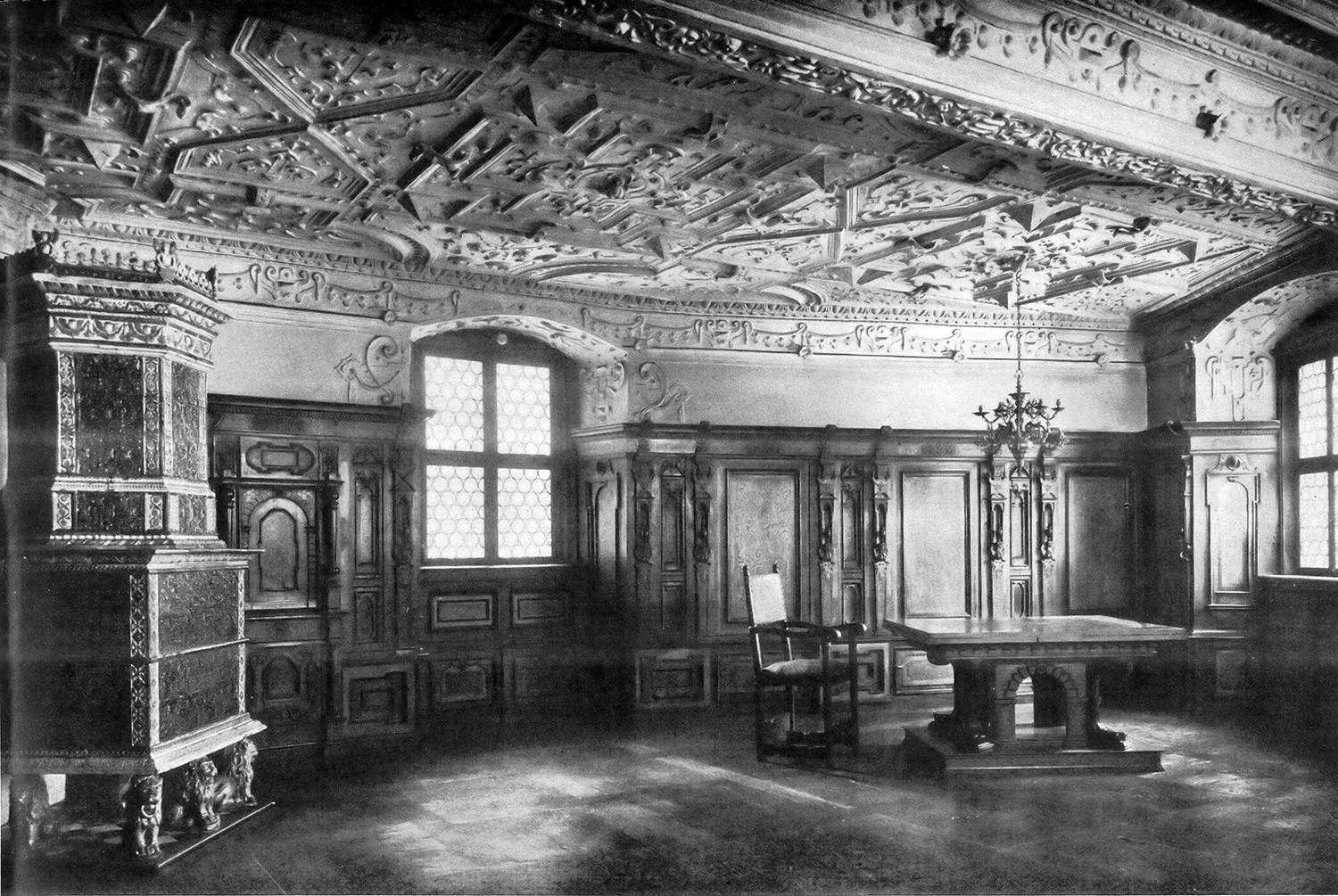
Stuckdecke und Fensterpartie des Rittersaals, Foto um 1890

Das durch den asymmetrischen Grundriss des Gebäudes fünfeckige, nördliche Eckzimmer enthielt eine der prachtvollsten Inneneinrichtungen der deutschen Renaissance, bezüglich deren wechselvoller Geschichte von der Entstehung um 1615 bis zur Zerstörung 1944 auf den geschichtlichen Teil dieses Artikels verwiesen sei. In unterschiedlicher Literatur finden sich auch verschiedene Bezeichnungen für das im Wesentlichen aus einer aufwändigen Stuckdecke und einer die Wände vollständig bedeckenden Holztäfelung bestehende Gesamtkunstwerk, die häufigsten sind dabei Rittersaal und Fürsteneckzimmer. Erstgenannte Bezeichnung rührte von der Darstellung zweier mit einem Drachen kämpfender Ritter im Bereich der Täfelung her.
Die ihrer Ausführung nach wohl einst direkt vor Ort modellierte Stuckdecke (vgl. Bild) beinhaltete keinerlei figürliche Darstellungen und war geschickt der Asymmetrie des Raumes angepasst. Bei genauerer Betrachtung unterteilte sie sich durch einen die Decke durchlaufenden, tragenden Balken der Decke, der ebenfalls verputzt und mit Rankwerk stuckiert worden war, in eine Nord- und Südhälfte. Die Hälften zerfielen in Kassetten einfacherer geometrischer Figuren, die teils durch feine Zahnschnittfriese voneinander getrennt wurden. Sie zeigten in Anbetracht der händischen Anfertigung bemerkenswert filigrane, aber für die Renaissance typische Motive wie verschränkte Diamantquader, antikisierende Akanthusdarstellungen sowie reichlich Bändel- und Rollwerk.
Bezüglich des Aufbaus der Täfelung, deren Schilderung aufgrund mangelhaften und auch nur in schwarz-weiß vorliegenden Bildmaterials nicht in eigenen Worten erfolgen kann, sei hier eine ausführliche Beschreibung einer Ende des 19. Jahrhunderts erschienenen Zeitschrift des Mitteldeutschen Kunstgewerbevereins auszugsweise wörtlich, zwecks besserer Leserlichkeit jedoch mit einigen hinzugefügten Absätzen zitiert:

„Die 2 m hohe Täfelung gliedert sich in glatte Füllungen, mit atlasglänzendem, ungarischem Eschenholz furnirt, welche durch eigenthümliche Lisenen getheilt sind. Zwei nach unten verjüngte Stützen von äusserst bewegter Zeichnung, oben unter dem Kapitäl in zwei seitliche, mit gedrehten Knöpfen verzierte Hörner ausgeweitet, in der Mitte durch eine Nische mit einer gedrehten Docke unterbrochen, fassen zwischen sich eine der Höhe nach zweigetheilte, mit einem reichen Nischenmotiv dekorirte Füllung. Die reichste Verwendung verschiedenfarbiger Hölzer, sowie die überall angebrachten Intarsien geben dieser Theilungsarchitektur einen hohen farbigen Reiz. Geschweifte Konsolen, über das Hauptgesims hinübergreifend und wieder mit den gedrehten Knöpfchen besetzt, endigen die Stützen nach oben.
Die Leibungen der Fenster sind mit einem einfacheren und breiteren Nischenmotiv bekleidet, in dessen bekrönendem Aufsatz Medaillons mit vorspringeden Köpfen angebracht sind, welche die vier Welttheile in je einem männlichen und einem weiblichen Bewohner charakterisiren. Der unter dem mit Zahnschnitten versehenen Hauptgesims rings umlaufende Fries ist mit länglichen Ornamentfüllungen geschmückt, die abwechselnd in schwach aufgelegtem Relief und Intarsia gehalten sind. Auch der Sockel ist den Wandtheilungen entsprechend gegliedert, in verkröpfte und reichprofilirte Füllungen aufgelöst und mit Intarsia geschmückt.
Die bis jetzt beschriebene Wandbekleidung wird an zwei Stellen durch reichere Gruppen unterbrochen: an einer Schmalwand durch einen Waschschrank und in der Mitte der den Fenstern gegenüberliegenden Langwand durch die überaus reich gestaltete Zwillingsthür. Der Waschschrank, zweietagig, unten mit dorischen Säulchen, oben mit elegant gezeichneten Kandelabersäulen gegliedert, ist etwa gegen Ende des XVII. Jahrhunderts seiner Bestimmung entzogen, wie eine den Charakter dieser Zeit tragenden ornamentirte Füllung beweist, welche jetzt die ursprüngliche obere Nische schliesst.
Hinsichtlich des architektonischen Aufbaues der Thürgruppe dürfen wir […] nur bemerken, dass auch hier der Wechsel der Hölzer und die vielfache Anwendung der Intarsia zur höchsten Prachtentfaltung gesteigert ist. Die in Holz geschnitzten Figuren, welche die frei vorstehenden Säulen bekrönen, zwei drachtentötende Ritter und eine Fortuna auf der Kugel, sind augenscheinlich nach Jost Ammannschen Motiven gearbeitet. Der ursprüngliche Beschlag, in reichen Bändern und höchst komplizirten Schlössern mit sorgfältiger Gravirung bestehend, ist ebenfalls tadellos erhalten.“

Nicht erwähnt werden in der Beschreibung zwei aufwändige, heraldische Tontafeln, die oberhalb der Türen in das Getäfel eingearbeitet waren. Sie zeigten die Wappen Dietrich Goßmanns und seiner Frau. Auf der Rückseite des einen Wappens fand sich mit folgender Inschrift auch der definitive Hinweis auf die Entstehungszeit, da es stilistisch mit dem restlichen Raumschmuck zusammenfiel:

„Christianus Steffen possirer und haffner foecit 1615.“

Demnach fertigte Christian Steffen, der sich selber als Bossierer (possirer) und Häfner (haffner) bezeichnete, im Jahr 1615 wenigstens die heraldischen Tontafeln und mit größter Sicherheit auch die Stuckdecke an. Glücklicherweise ist in städtischen Archiven mehr von ihm überliefert: er war aus Langula in Thüringen und im März 1615 in das Bürgerrecht der Stadt eingetreten. Weiter war er gemäß der Archivquellen zu seiner Zeit der einzige Bürger, der das Häfnerhandwerk erlernt hatte, was nur die Wahrscheinlichkeit erhöht, dass er auch für die Stuckarbeiten im Fürsteneck verantwortlich zeichnete. Eine Vorstellung von der hohen Qualität seiner Arbeit kann man sich noch heute machen, da er einige Jahre später Stuckaturen für die Gruft des Landgrafen Philipp III. von Hessen-Butzbach in der Stadtkirche Butzbach fertigte.
Bezüglich der Bedeutung der gesamten Einrichtung sei abschließend noch darauf hingewiesen, dass angeblich sogar der letzte König von Frankreich, Ludwig Philipp I. in den 40er Jahren des 19. Jahrhunderts dem damaligen Besitzer ein vergebliches Kaufangebot gemacht habe.

#### Das Dachgeschoss und die Dachböden

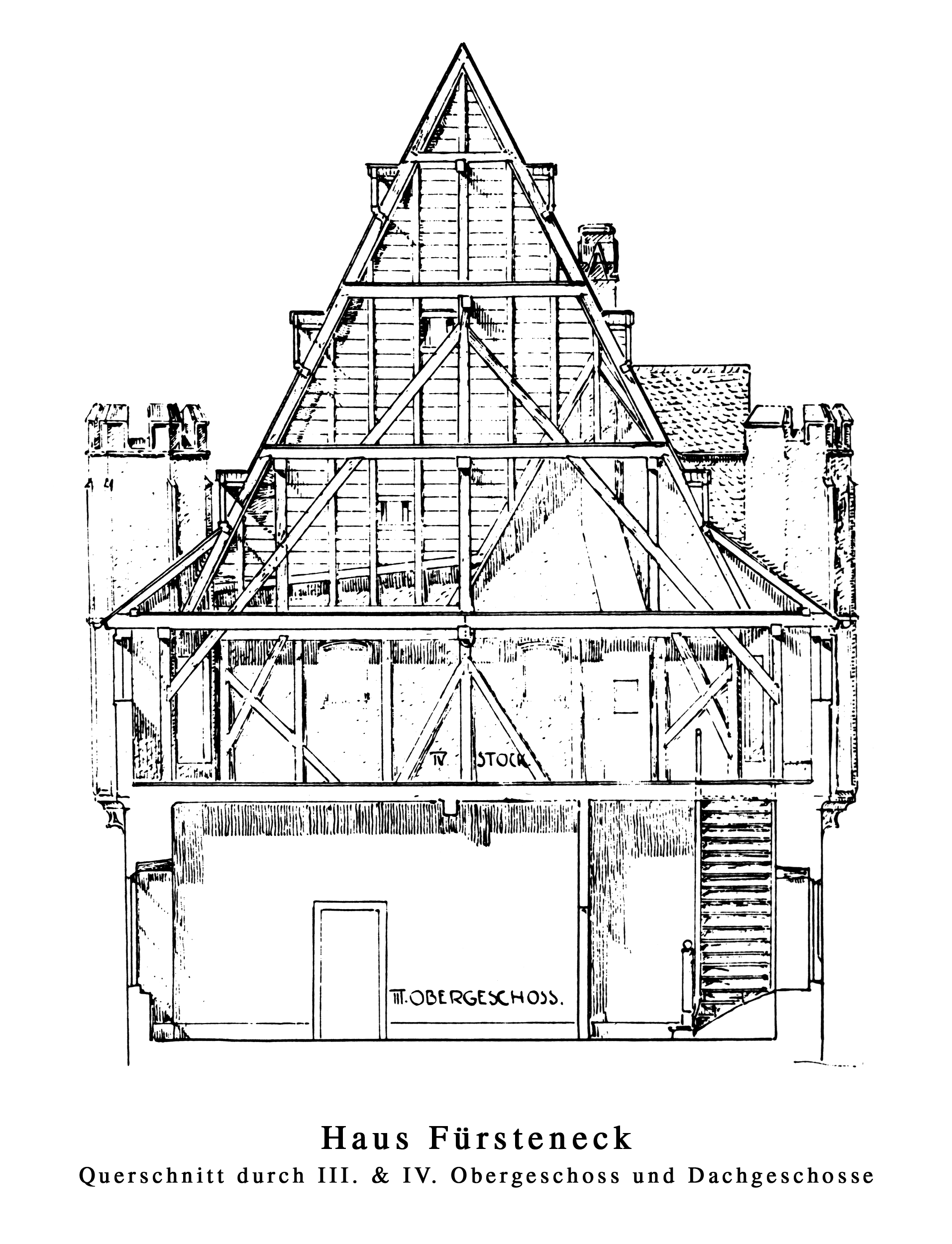
Schnittbild des Daches

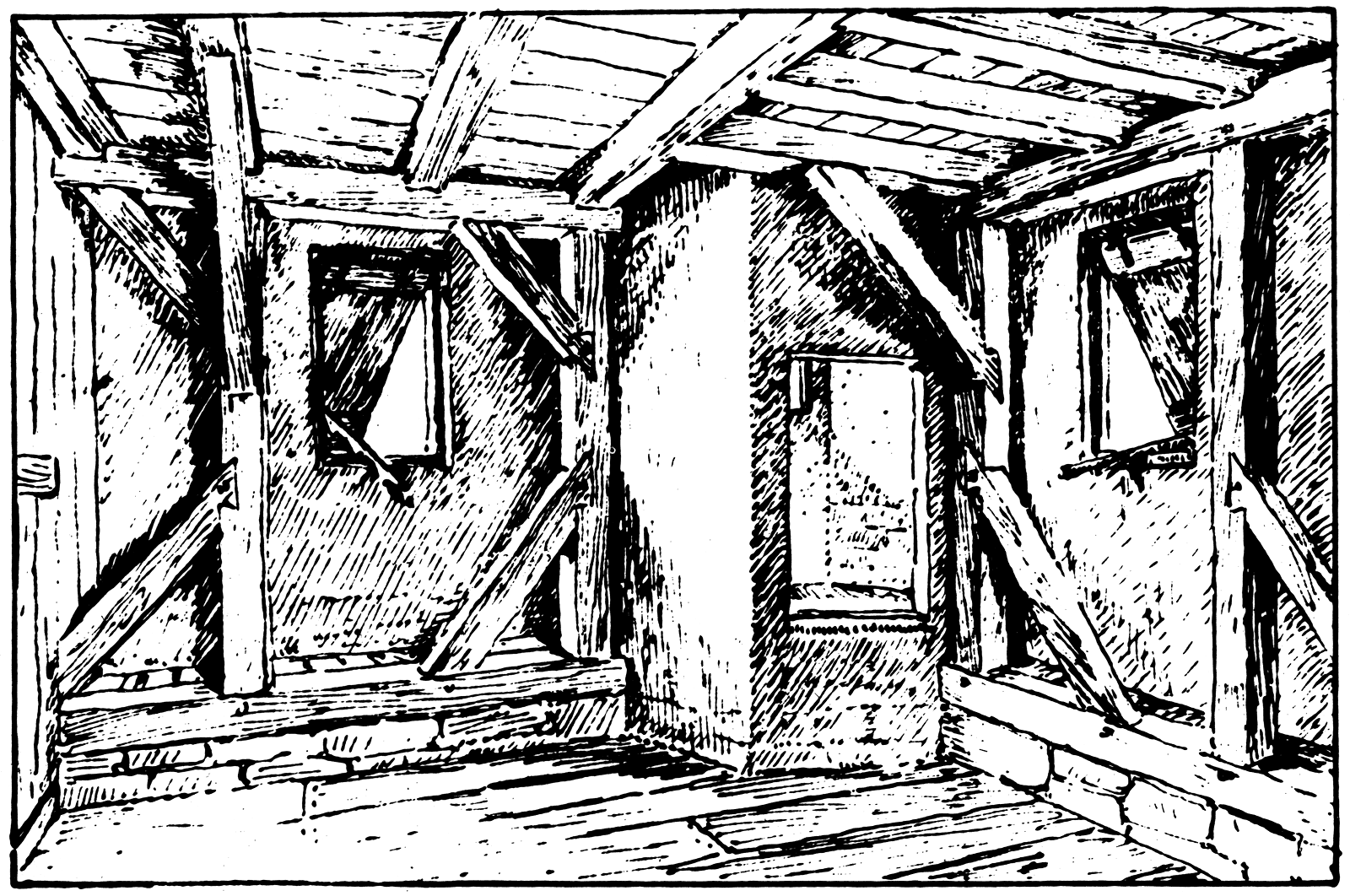
Dachstuhl des Turms zu den drei Sauköpfen, vergleichbar mit dem Fürsteneck

Die das Gebäude erschließende Treppe in der Westwand endete im vierten Stock. Dieser war bis zu den bereits zuvor beschriebenen Umbauten ein echtes Dachgeschoss innerhalb des Giebels, von dem aus man den Wehrgang zwischen Dach und dem Zinnenkranz des Gebäudes sowie die vier Ecktürmchen betreten konnte. Selbst nach den Umbauten dürfte er jedoch, wie Querschnitte des Gebäudes (vgl. Bild) und auch die vollständige Ausführung in Holzfachwerk rückschließen lassen, nur ca. 60 % der Raumhöhe der darunterliegenden Stockwerke gehabt und höchstens eine Nutzung als Dachboden, keinesfalls jedoch für Wohnzwecke zugelassen haben. Eine zeichnerische Innenansicht des Dachstuhls des Turms zu den drei Sauköpfen (vgl. Bild) gibt auch einen Eindruck, wie es wohl im vierten Stock des Fürstenecks aussah, entstanden beide Gebäude doch mit größter Sicherheit durch die gleichen Handwerker und in einem völlig identischen Baustil.
Schließlich ermöglichte eine einfache Holztreppe von diesem Stockwerk aus den Zugang zu noch drei weiteren Dachgeschossen, die durch die zahlreichen Gauben im Dach aufgrund der hohen Lage eine enorme Weitsicht ermöglichten. Johann Georg Battonn beschreibt in seinem um 1820 entstandenen Standardwerk zur Frankfurter Topographie sehr anschaulich den besonderen Charakter des Dachbodens. Sein Bericht lässt ausschnittsweise erahnen, wie die Bewohner des Fürstenecks im Verlauf der Jahrhunderte von hier aus Zeuge von Ereignissen wurden, die heute in den Geschichtsbüchern stehen:

„Höchst interessant ist aber der Speicher des Hauses mit seinen übereinander liegenden Böden, aus deren verschiedenen Gaupen man die reizende und in der Tat überraschende Aussicht auf die nahe liegenden Dächer und Gebäude, sowie über dieselben hinaus, in die Umgegend hat. Das Dach des Fürstenecks ragt nämlich über alle Häuser des ganzen Stadtteiles merklich hervor. Es ist eines der höchsten in der ganzen Stadt. Eine alte, zweiundneunzigjährige Frau meiner Bekanntschaft (Frau Bertina), erzählte mir öfter, dass sie als Kind mit ihrer Mutter von diesen Bodenfenstern aus die Schlacht bei Bergen (13. April 1759) mit angesehen habe. Sie hätten damals in dem Haus gewohnt, und seien durch das Schießen aufmerksam geworden und hinaufgestiegen. Ich war überrascht, ihre Aussage so glänzend bestätigt zu finden, als ich zum ersten Mal den Speicher betrat und fand, dass man die ganze Gegend bei Bergen mit der Warte und dem ganzen Schlachtfelde vollständig übersehen kann. Ebenso wurde im Jahr 1813, am 30. Oktober, von den Bewohnern des Hauses die Schlacht bei Hanau von hier aus beobachtet.“